# Mercado de Pike Place
El Mercado Pike Place es un mercado público en Seattle, Washington, Estados Unidos. Abierto el 17 de agosto de 1907, es uno de los mercados de agricultores de funcionamiento continuo más antiguos de los Estados Unidos. Con vistas a la bahía de Elliott en el Puget Sound, sirve como lugar de negocios para muchos pequeños agricultores, artesanos y comerciantes. Recibe su nombre de su calle central, Pike Place, que se extiende al noroeste desde Pike Street hasta Virginia Street en el borde occidental del centro de Seattle. Pike Place Market es el destino turístico más popular de Seattle, con más de 20 millones de visitantes anuales.

## Historia
El mercado fue creado en 1907 cuando el concejal Thomas P. Revelle aprovechó un precedente de una ordenanza de Seattle de 1896 que permitía a la ciudad designar terrenos como mercados públicos. El mercado fue inaugurado el sábado 17 de agosto de 1907 por el presidente del consejo municipal Charles Hiram Burnett Jr. El primer edificio del mercado, el Main Arcade, se abrió el 30 de noviembre de 1907. 
La demanda de puestos creció y para 1911 el número de puestos disponibles se había duplicado. El lado oeste de las filas de puestos pronto fue cubierto con un toldo y techado, convirtiéndose en conocido como la "fila seca". En 1916, el mercado se expandió al Economy Market.
A lo largo de la década de 1920, el lado norte del Corner Market se convirtió en el Sanitary Market y el área se desarrolló como una escena social. Una nueva ordenanza que prohibía los puestos de agricultores en la calle resultó en propuestas para mover el mercado, pero en 1921 el consejo votó para mantener la ubicación existente y trabajar en la expansión en el lugar. 
En 1963, se propuso demoler Pike Place Market y reemplazarlo con Pike Plaza, lo que encontró oposición comunitaria. Una iniciativa fue aprobada el 2 de noviembre de 1971, que creó una zona de preservación histórica y devolvió el mercado a manos públicas.

## Ubicación y extensión
El mercado está ubicado aproximadamente en la esquina noroeste del distrito comercial central de Seattle. Al norte se encuentra Belltown. Al suroeste están el paseo marítimo central y la bahía de Elliott. Los límites son diagonales al compás ya que la cuadrícula de calles es aproximadamente paralela a la costa de la bahía de Elliott.
El Distrito Histórico del Mercado Público de Pike Place, listado en el Registro Nacional de Lugares Históricos de EE. UU., está delimitado aproximadamente por First Avenue, Virginia Street, Western Avenue y una pared de edificio a medio camino entre Union y Pike Streets, corriendo paralelo a esas calles.

## Operación

### Organizaciones
Pike Place Market está supervisado por la Pike Place Market Preservation & Development Authority (PDA), una autoridad de desarrollo público establecida bajo la ley del estado de Washington. Está supervisada por un consejo voluntario de 12 miembros. Sus miembros sirven términos de cuatro años. Cuatro miembros son nombrados por el alcalde, cuatro por el consejo actual y cuatro por la Constituency del mercado.
Establecida en 1973, la PDA administra el 80% de las propiedades en el Distrito Histórico del Mercado reconocido por la ciudad. Su ley fundacional requiere que preserve, rehabilite y proteja los edificios del mercado; aumente las oportunidades para la venta minorista de alimentos y productos agrícolas en el mercado; apoye negocios pequeños y marginales; y proporcione servicios para personas de bajos ingresos.

### Políticas
El mandato de "Conocer al productor" del mercado ahora incluye a artesanos además de agricultores. Ambos pueden alquilar puestos diarios. Los agricultores tienen precedencia histórica, pero la PDA reconoce la posición legítima y permanente de las artesanías hechas a mano como un uso integral de los puestos diarios del mercado.

### Vivienda y servicios sociales
El mercado también es un proveedor significativo de vivienda para personas de bajos ingresos y servicios sociales. La Market Foundation apoya la Clínica Médica Pike Market, el Centro para Personas Mayores Pike Market, el Banco de Alimentos del Centro y la Guardería y Preescolar Pike Market, así como viviendas de bajos ingresos en y cerca del mercado.

## Atracciones
Una de las principales atracciones del mercado es el Pike Place Fish Market, donde los empleados lanzan salmones y otros peces de un lado a otro en lugar de pasarlos a mano. Cuando un cliente ordena un pescado, un empleado en la mesa de pescado cubierta de hielo lo levanta y lo lanza sobre el mostrador, donde otro empleado lo atrapa y lo prepara para la venta.
La primera tienda de Starbucks, fundada en 1971, estaba originalmente ubicada en 2000 Western Avenue. En 1977 se mudó una cuadra al 1912 Pike Place, donde ha estado en operación continua desde entonces.